# Rosa Bozán
Rosa Acosta de Bozzani más conocida como Rosa Bozán fue una cantante y actriz de teatro y circo uruguaya radicada en Argentina.

## Carrera
Actriz de intachable presencia escénica, comenzó de joven a fines del siglo XIX en el Circo Anselmi junto a su marido, el payaso Enrique Bozzani. En ese circo se desempeñaba amaestrando palomas. Juntos tuvieron seis hijos entre ellas Juan, Ángela, Aída y Olinda. 
Fue la madre de Aída Bozán y de la primera actriz Olinda Bozán (nacida en la provincia de Santa Fe, el 21 de junio de 1894), esta última casada con Pablo Podestá y luego con Oscar Valicelli. También fue la tía de Haydée, Elena y de la legendaria cancionista, actriz y vedette Sofía Bozán. Rosa fue en busca de su marido junto a Olinda en gira con el circo Frank Brown en Brasil, donde su hija fue bautizada y por error en el acta de nacimiento figura nacida y bautizada en dicho país.
En teatro trabajó como actriz de carácter en la Compañía de Comedias de Pepe Podestá desde 1901, en el Teatro Apolo, interviniendo en el clásico de Florencio Sánchez, Barranca abajo. En dicha obra estaban también Pablo Podestá, Pepe Podestá, Lea Conti, Herminia Mancini, Blanca Vidal, , María Broda, Humberto Scotti, Pascual Torterolo, Totón Podestá, Juan Farías, y sus hijas Aída y Olinda (de por aquel entonces 13 años). Luego integró la "Compañía Nacional Pablo Podestá", que dirigía el actor José Podestá y en la que actuaban, entre otros, Pablo Podestá, Lea Conti, Aurelia Ferrer, Elías Alippi, Antonio Podestá, Totón Podestá, Ubaldo Torterolo, Pierina Dealessi, Humberto Scotti, Juan Farías, Jacinta Diana y Ángel Quartucci. En 1910 trabajó junto a sus hijas bajo la Compañía de Luis Vittone- Pepe Podestá, con quienes hizo la obra de Ezequiel Soria, En el fuego, y Después de misa (1911) de Sánchez Gardel.
En 1917 interviene en su único rol en cine, bajo la dirección de Francisco Defilippis Novoa, con Flor de durazno de Hugo Wast.  El film fue protagonizado por el cantor Carlos Gardel.

En 1907, la empresa Vitaphone adquirida por Max Glücksmann, pionero de la industria discográfica y, hasta el año 1911, es convocada para participar de una serie de cortos  que intentaban la sonorización con discos, un rudimentario playback. Metrajes breves que alcanzaban para una canción con o sin canto, o una pieza bailable. Como set de filmación se utilizó el antiguo teatro San Martín o bien la terraza de la Casa Lepage, ubicada en la calle Bolívar 375. Rosa Bozán  en ocasiones llegó al disco acompañada de Francisco Canaro.